# Marjorie Grene
Marjorie Glicksman Grene, född 13 december 1910 i Milwaukee, död 16 mars 2009 i Blacksburg, var en amerikansk filosof. Hon skrev både om existentialism och vetenskapsfilosofi, särskilt biologins filosofi. Hon undervisade vid University of California mellan 1965 och 1978. Från 1988 till sin död var hon "Honorary University Distinguished Professor"  i filosofi vid Virginia Polytechnic Institute and State University.
Grene tog först en examen i zoologi vid Wellesley College och sedan i filosofi vid Radcliffe College. Hon studerade för Martin Heidegger och Karl Jaspers och lämnade Tyskland 1933. Hon befann sig i Danmark 1935 och därefter vid University of Chicago. Efter att ha fått sluta vid det lärosätet under andra världskriget tillbringade hon femton år som mamma och jordbrukare. Mellan 1938 och 1961 var hon gift med professorn i klassiska studier David Grene.
Grenes dödsruna i The New York Times kallade henne "en av de första filosoferna som väckte frågor om den syntetiska evolutionsteorin, vilken kombinerar Darwins evolutionsteori, Mendels uppfattning om genetiskt arv och senare upptäckter av molekulärbiologer". Tillsammans med David Depew skrev Grene den första historien om biologins filosofi. 2002 blev hon den första kvinnliga filosofen som tillägnades en bok i serien Library of Living Philosophers. 1995 etablerade International Society for History, Philosophy and Social Studies of Biology ett pris för unga forskare i Grenes namn.

## Verk (urval)
- Dreadful Freedom: A Critique of Existentialism (1948)
- Martin Heidegger (1957)
- A Portrait of Aristotle (1963)
- The Knower and the Known (1966)
- Approaches to a Philosophical Biology (1968)
- Jean-Paul Sartre (1973)
- The Understanding of Nature: Essays In The Philosophy Of Biology (1974)
- Descartes (1985)
- Philosophy of Biology: An Episodic History (2004)